# پرزهای زبان
پرزهای زبانی (به انگلیسی: Lingual papillae)، سلول‌های چشایی درون ساختمان‌های خاصی به نام جوانه چشایی (پاپیلای زبان) قرار دارند. این ساختمان‌ها عمدتاً روی زبان و کام نرم هستند. جوانه‌های چشایی روی زبان داخل پرزها قرار گرفته‌اند (ساختمان‌های کوچکی که به زبان، منظره موجدار می‌دهند).
به تدریج که انسان رشد می‌کند، جوانه‌های چشایی در طرفین و سقف دهان از بین می‌روند و فقط روی سطح زبان برجای می‌مانند. علاوه بر بالا رفتن سن، عوامل دیگری هم می‌توانند روی حس چشایی اثر بگذارند. به‌طور مثال برخی داروها یا برخی بیماری‌ها (مانند دیابت)، سیگار کشیدن، کمبود ویتامین‌ها، تومورهای مغز و سر و گردن و مواد شیمیایی می‌توانند سبب اختلال در حس چشایی افراد شوند.

## انواع پرزها
اکثر پرزهایی روی زبان، از نوع نخی شکل هستند که بدون جوانه‌های چشایی هستند و در درک حس فیزیکی ناشی از تماس با غذا موثرند. پاپیلاهای قارچی شکل که در همه نقاط زبان قرار دارند، دارای جوانه‌های چشایی هستند. پرزهای قارچ‌مانند به صورت نقطه‌های صورتی در لبه‌های زبان پخش هستند و پس از خوردن شیر یا غذا بهتر دیده می‌شوند. در عقب زبان ۱۲ پاپیلای جامی دارای جوانه چشایی قرار دارد. در کناره‌های انتهای زبان نیز پاپیلای برگی دیده می‌شود.